# Pronoe (Tochter des Phorbos)
Pronoe (altgriechisch Προνόη Pronóē, deutsch ‚die Vorsorgende‘ oder ‚die Vorausdenkerin‘) ist in der griechischen Mythologie
die Tochter des Phorbos und die Gattin des Aitolos. 
Diesem gebar sie zwei Söhne, zum einen den Pleuron, zum anderen den Kalydon, den Gründer der gleichnamigen Stadt.